# Violator (banda)
Violator es una banda brasileña de thrash metal, creada en el 2002 por Pedro Arcanjo, Pedro Agusto y David Araya. Tras 4 años haciendo de bajo perfil, la banda fue fichada por la discográfica brasileña Kill Again Records y saca su primer álbum de estudio Chemical Assault, para después dar una gira por Brasil, Chile, Francia, Paraguay, Argentina, Uruguay, Perú, Venezuela, Colombia, Japón, Bélgica e Italia.

## Miembros

### Miembros actuales
- Pedro Arcanjo - Bajo y voz (2002-presente)
- Pedro Augusto - Guitarra (2002-presente)
- Marcelo Cambito - Guitarra (2005-presente)
- David Araya - Batería (2002-presente)

### Miembros anteriores
- Juan Lerda - Guitarra (2002–2005)

## Discografía
- Killer Instinct (Demo) - 2002
- Fast-Food Thrash Metal (LP) - 2003 - Con las Bandas Revival, Tsavo, y Temenon
- Violent Mosh (EP) - 2004
- Violent War (Split LP) - 2005 - Con la banda Bywar
- Chemical Assault (LP) 2006, Earache
- Raging Thrash (Split EP) 2010 - Con la Banda Hirax
- Thrashing The Tyrants (Split LP) 2010 - Con la banda Bandanos
- Annihilation Process (EP) 2010
- Thrashin' United Tour – Live in Santiago 2007 (DVD) 2011
- Scenarios of Brutality (LP) - 2013, Kill Again Records
- The Hidden Face of Death (EP) 2017
- Live In Beijing (LP) – 2019, Mort Productions

- Datos: Q924730